# Publius Valerius Patruinus
Publius Valerius Patruinus war ein im 1. Jahrhundert n. Chr. lebender römischer Politiker.
Durch eine Inschrift, die auf den 19. Juli 82 datiert ist, ist belegt, dass Patruinus 82 zusammen mit einem Unbekannten Suffektkonsul war; die beiden übten dieses Amt vermutlich vom 1. Juli bis zum 31. August aus. Möglicherweise war er von 83/84 bis 85/86 Statthalter in der Provinz Galatia et Cappadocia. Durch Militärdiplome, die auf den 7. November 88 datiert sind, ist belegt, dass Patruinus 88 Statthalter in der Provinz Syria war; er übte dieses Amt wahrscheinlich von 87 bis 90 aus.